# Джеймс Чърчуорд
Джеймс Чърчуорд (на английски: James Churchward е британски писател-окултист, псевдоисторик, инженер с патентовани изобретения и професионален рибар.
Той е сред най-известните английски писатели, създали значителен брой произведения в жанра на мистичната документалистика.
Според Чърчуорд континентът Му се намира някъде в Тихия океан – на север граничи с островите Хаваи, а на юг – с Фиджи и Великденските острови. Той твърди, че населението на Му наброява около 64 милиона души, както и че цивилизацията, живяла там преди 50 000 г., е била добре развита. Според неговите изследвания колонии на тази цивилизация са по-сетнешните Индия, Вавилон, Персия, Египет, както и цивилизацията на маите.

## Книги
- „Изгубеният континент Му или прародината на човека“ (1926); българско издание (2007).
- „Книгите на златния век“ (1927)
- „Децата на Му“ (1931)
- „Свещените символи на Му“ (1933); българско издание (2008).
- „Космическите сили на Му“, първа част (1934); българско издание (2009).
- „Космическите сили на Му“, втора част (1935)